# Enfrentamiento de Aguaytía
El enfrentamiento de Aguaytía fue un enfrentamiento librado el 13 de agosto de 1991 entre la Marina de Guerra del Perú y el Ejército Guerrillero Popular de Sendero Luminoso en las afueras de Aguaytía, la puerta de entrada a la región Ucayali, en el contexto del conflicto armado interno en el Perú.
Este enfrentamiento fue parte de lo que el Estado peruano definió como el «frente Ucayali», siendo partícipe el Batallón Ligero de Combate N° 2 (BALICO II) de la Marina. El enfrentamiento dejó 13 fallecidos en el bando gubernamental, pero logró evitar que las huestes senderistas ingresen al oriente peruano para tomar la estratégica ciudad de Pucallpa.

## Contexto
El Batallón Ligero de Combate N° 2 (BALICO II) fue creado en 1990, su misión principal era socorrer en el área logística a la armada terrestre de la Marina, siendo asignado a la provincia de Padre Abad para frenar el avance de los grupos paramilitares de extrema izquierda que hacían desmanes en los caminos y puentes.
El Partido Comunista del Perú-Sendero Luminoso tenía intenciones geopolíticas de expandir su hegemonía en la amazonia más allá de la selva alta, esto debido al debilitamiento de su máximo rival, el Movimiento Revolucionario Túpac Amaru (MRTA), por el control del cultivo y comercio de la coca. Las Fuerzas Armadas del Perú mantenían su control en la selva baja, y el río Aguaytía hacía de frontera de facto entre los insurgentes y las fuerzas gubernamentales, el puente Hidayacu era la única vía para cruzar el cuerpo de agua y llegar a la zona oriental de Aguaytía, que Sendero debía tomar para tener pase libre a Pucallpa y al río Ucayali.

## Enfrentamiento
En horas de la mañana cuando BALICO II estaba cruzando el puente desde Previsto hasta el Boquerón del Padre Abad adentrándose en la parte occidental de la ciudad tomada por los senderistas, fueron sorprendidos por tropas del Ejército Guerrillero Popular, que aprovechando la imprudencia militar dio paso a un enfrentamiento encarnizado a las puertas de Hidayacu. BALICO II mantuvo su posición como forma de bloqueo para no permitir a los insurgentes poder infiltrarse más allá del puente. La resistencia del cuerpo terrestre naval pudo repeler el ataque y hacer que los senderistas retrocedan y se replieguen, logrando así el bando gubernamental tener el control total del puente en el lado oeste del río Aguaytía.

## Bajas
Se desconoce las bajas del Partido Comunista, ya que no fue contabilizado por las Fuerzas Armadas, mientras que por el lado de la Marina se registraron trece fallecidos, siendo dos de éstos originalmente declarados desaparecidos; La mayoría de los difuntos eran menores de 22 años, y en general no superaban los 26 años de edad.
La lista de los héroes caídos en acción de armas es la siguiente:
1.- Jordan de Vivero, Juan José
2.- Riboty Villalpaldo, Raúl Adolfo
3.- Diaz Huaman, Walter Emilian
4.- Valdivia Espinoza, Luis Ernesto
5.- Vargas Bernal, Enrique
6.- Angeles Lobatón, Edward Fredy
7.- Cárdenas Vilchez, Bernardo Samuel
8.- Luza Risso, Manuel Hernan
9.- Quispe Ccurahua, Marco Antonio
10.- Ramirez Valdivia, Alex Augusto
11.- Tesén Huamán, Mariano
12.- Urbina Medina, William Angel
13.- Valdez Bustinza, Hernan

## Conmemoración
Cada año La Marina de Guerra del Perú realiza una ceremonia conmemorativa a los 13 héroes caídos el 13 de agosto de 1991, esta ceremonia se realiza en el Camposanto Baquíjano y en la Capilla del Liceo Naval. La primera placa conmemorativa la realizaron en el museo Naval del Callao y la segunda en el óvalo Garibaldi y en el Callao, siendo la última en el lugar del enfrentamiento en la Aguaytía. Son reconocidos por el gobierno del Perú como Héroes de la Pacificación Nacional del 13 de Agosto de 1991.

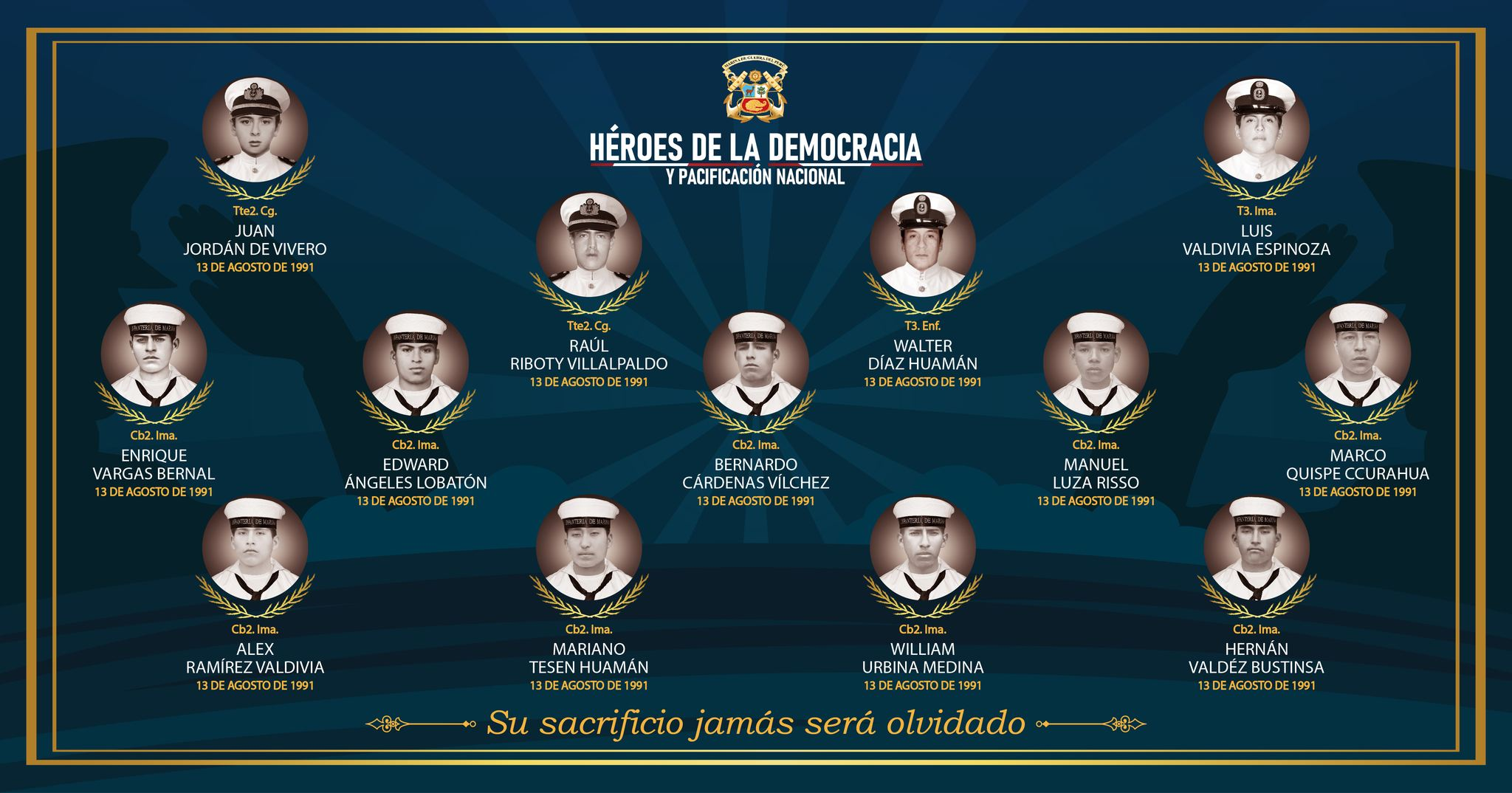
Héroes de la Pacificación Nacional del 13 de agosto de 1991.Nombrados por el Gobierno del Perú.

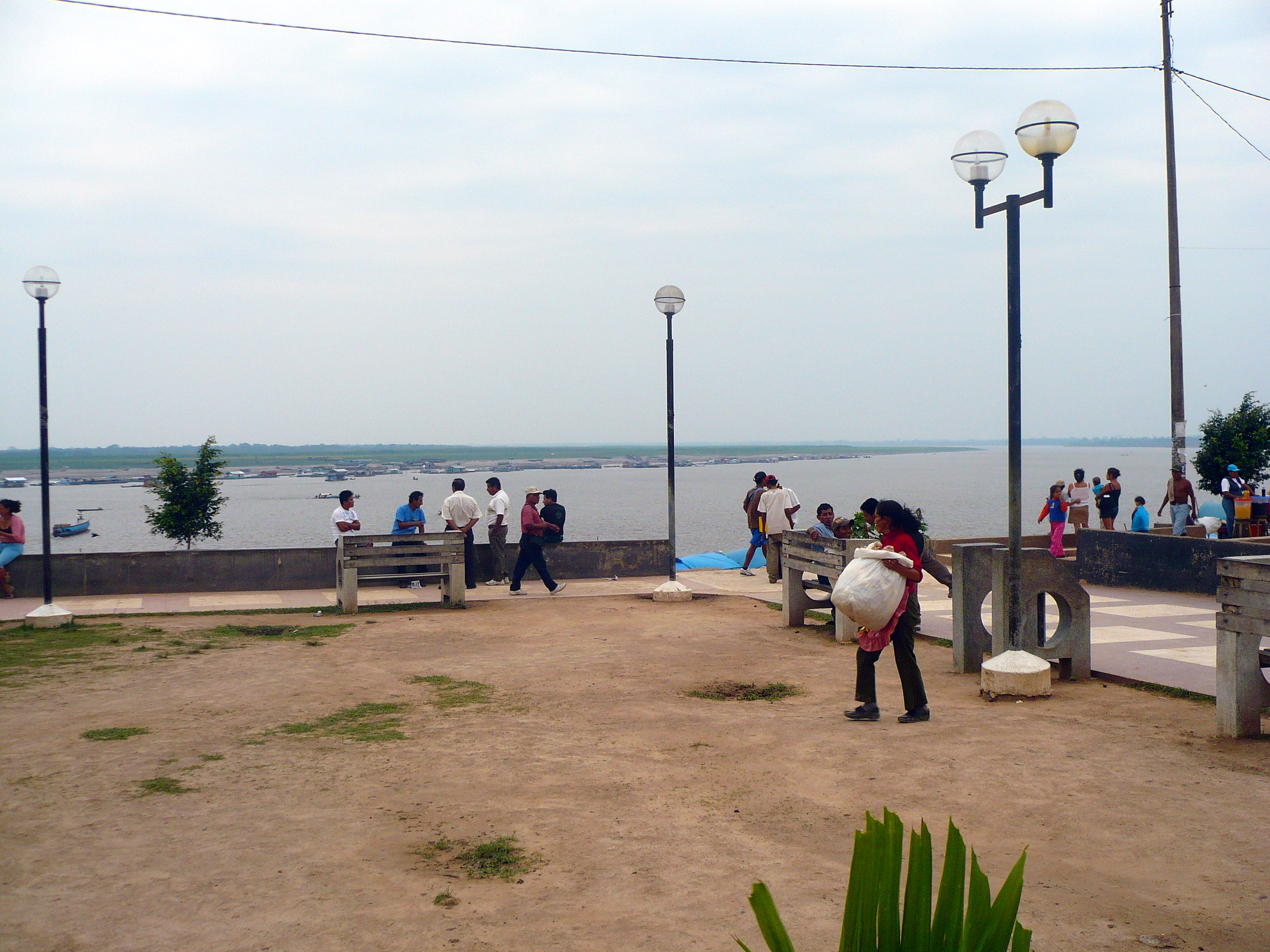
Plaza Grau, frente al río Ucayali, lugar donde se conmemoró al Batallón BALICO II en 2022.

En los inicios del siglo XXI el gobierno peruano mediante el Decreto Supremo N.º 023 de fecha 4 de octubre de 2000 oficializó el nombramiento de un batallón de la infantería naval de Iquitos como «Batallón Teniente Segundo Raúl Riboty Villalpando», en honor a uno de los caídos en el enfrentamiento contras las fuerzas senderistas. El batallón es de los más grandes en el departamento de Loreto, estando expandido principalmente en las provincias de Putumayo y Mariscal Ramón Castilla.
Entre el 11 al 13 de agosto de 2017 se desarrollaron actividades conmemorativas por las acciones armadas en Aguaytía, la Marina de Guerra en el último día de la celebración puso una placa conmemorativa en honor a los caídos en el inicio del puente Aguaytía, el nuevo nombre que recibió el Hidayacu. Veteranos del batallón y la Iglesia católica estuvieron presente en la ceremonia.
En agosto de 2022, en la plaza Grau de Aguaytía se conmemoró al Batallón BALICO II, junto a una acción litúrgica católica, en ese suceso estuvieron nuevamente presentes veteranos del batallón.